# Pietro Sammartini
Pietro Sammartini, född den 18 september 1636 i Florens, död där den 1 januari 1701, var en italiensk barockkompositör som verkade nära medicéernas hov och var kapellmästare vid kyrkan Duomo di Firenze.